# Mirela Țugurlan
Mirela Țugurlan (n. 4 septembrie 1979, Focșani, Vrancea, România) este o gimnastă română, laureată cu bronz olimpic la Atlanta 1996 și cu medalia de aur pe echipe la Campionatele Mondiale de la Lausanne, 1997.

## Cariera
A început să practice gimnastica la 7 ani, când a fost selecționată de antrenoarea Adriana Lescovar de la CSS Gimnastică Focșani. Primii săi antrenori au fost Mihai și Jenica Stănculescu.
La 12 ani a fost selecționată la lotul olimpic de junioare de la București, unde începe să lucreze sub îndrumarea antrenorilor Eliza Stoica și Liviu Mazilu.
În 1996 a fost selecționată la lotul olimpic de la Deva unde i-a avut ca antrenori pe distinșii Octavian Belu și Mariana Bitang. În toată cariera sportivă a participat la foarte multe concursuri, obținând 62 de medalii și peste o sută de diplome.
Este absolventă a Facultății de Educație Fizică și Sport. Începând din anul 2004, Mirela Țugurlan este antrenoare la Clubul Sportiv Școlar de Gimnastică Nr. 7 Focșani. Este căsătorită și are o fetiță.

## Palmares

### Clasări în concursuri internaționale
- Locul I la Individual Compus la Campionatul Internațional din Puerto Rico, 1994;
- Locul I Sărituri la Campionatul Internațional din Puerto Rico, 1994;
- Locul I la Sol la Campionatul Internațional din Puerto Rico, 1994;
- Locul II la Bârna la Campionatul Internațional din Puerto Rico, 1994;
- Locul I la Sărituri la Campionatul Internațional din Australia, 1994;
- Locul IV la Bârnă, la Campionatul Internațional Bosphorus Gymnastic Tournament Eylul Istambul, 1994,
- Locul I Bârnă la Campionatul Internațional din Bulgaria din 1994;
- Locul II Individual Compus la Campionatul Internațional din Bulgaria din 1994;
- Locul I Paralele la Campionatul Internațional din Bulgaria din 1994;
- Locul II pe Echipe la Campionatul European de junioare din Belgia in 1995;
- Locul II Paralele la Campionatul European de junioare din Belgia in 1995;
- Locul I Bârnă la Campionatul European de junioare din Belgia in 1995;
- Locul I, a la finale des Championnats d Europe juniors en echipes de gymnastique feminine, Charleroi 1995,
- Locul II, a la finale des Championnats d Europe juniors en echipes de gymnastique feminine, Charleroi 1995,
- Locul III, la Concursul Balkan Artistic & Rhytmic Gymnastics Championships, Turkiye,1995,
- Locul III, Paralele The Chunichi Cup Nagoya International Gymnastic Competition Japonia, 1995,
- Locul I, Bârnă The Chunichi Cup Nagoya International Gymnastic Competition Japonia, 1995,
- Locul III, Sol The Chunichi Cup Nagoya International Gymnastic Competition Japonia, 1995,
- Locul III, Sărituri The Chunichi Cup Nagoya International Gymnastic Competition Japonia, 1995,
- Locul III, Individual Compus The Chunichi Cup Nagoya International Gymnastic Competition Japonia, 1995,
- Locul I Bârnă la Campionatul Internațional din Bulgaria din 1996;
- Locul III cu Echipa la Jocurile Olimpice de la Atlanta din 1996;
- Locul II la Individual Compus la Internaționalele din Japonia din 1996;
- Locul I cu Echipa la Campionatul Mondial de la Lausanne, 1997
- Locul I la Concursul Gymnastics Australia Cup, 1996,
- Locul IV, Women s uneven Bars la Concursul Gymnastics Australia Cup, Australia, 1996,
- Locul VII, Individual All around la Concursul Gymnastics Australia Cup, Australia, 1996,
- Locul II, la Cup International Gymnastics Tournament Shanghai, China, 1997.

### Clasări în concursuri naționale
- Locul I la Concursul “Mica Gimnastă”, 1987,
- Locul I la Concursul “Mica Gimnastă”, 1988,
- Locul 1 cu echipa la Campionatul Național -1989
- Locul III la Cupa Vrancei, Categoria a IV a, concursul pe echipe, 1989,
- Locul III la Cupa Vrancei, din cadrul Competiției sportive naționale “Daciada”, Categoria a II a, Individual Compus, 1991,
- Locul III la Cupa Vrancei, din cadrul Competiției sportive naționale “Daciada”, Categoria a II a, Sol, 1991,
- Locul I la Categoria a II a, Concursul pe echipe, 1991,
- Locul III la Cupa Vrancei, Categoria a II a, 1992,
- Locul I la Cupa C.S.S. Bârlad,  Concursul pe echipe, 1992,
- Locul II la Concursul pe Echipe la Campionatul Național pe Echipe ale Junioarelor, Constanța, 1992,
- Locul I la Cupa C.S.S. Bârlad, 1992,
- Locul II la Cupa Vrancei, Categoria a II a, Individual compus, 1993,
- Locul I la Cupa Vrancei, Categoria a II a, Concursul pe echipe, 1993,
- Locul II la Cupa Vrancei, Categoria a II a, Bârnă, 1993,
- Locul I la Cupa Vrancei, Categoria a II a, Paralele, 1993,
- Locul IV la Paralele la Campionatul Național al Junioarelor, Onești 1993,
- Locul I la Concursul pe echipe la Campionatele Balcanice de Gimnastică, Junioare , Ploiești, 1993,
- Locul III la Concursul pe echipe la Campionatul Național al Junioarelor , Baia Mare, 1993,
- Locul VI la Individual Compus la Campionatul Național al Junioarelor , Onești, 1993,
- Locul VII la Sol la Campionatul Național al Junioarelor , Onești, 1993,
- Locul VI la Sărituri la Campionatul Național al Junioarelor , Onești, 1993,
- Locul III la Campionatul Național al Junioarelor , Baia Mare, 1993,
- Locul II la Bârnă la Campionatul Național Cluburi Sportive Școlare, Onești, 1993,
- Locul II la Individual la Campionatul Național Cluburi Sportive Școlare, Onești, 1993,
- Locul III la Concursul Primii zece sportivi ai Vrancei pe anul 1994,
- Locul III la Individual la Campionatul Național Individual al Copiilor si  Junioarelor , București, 1994,
- Locul I la Bârnă la Campionatul Național Individual al Copiilor si  Junioarelor , București, 1994,
- Locul I la Sol la Campionatul Național Individual al Copiilor si  Junioarelor , București, 1994,
- Locul II la Paralele la Campionatul Național Individual al Copiilor si  Junioarelor , București, 1994,
- Locul III la Sărituri la Concursul Speranțelor, Arad, 1994,
- Locul I la Sărituri la Campionatul Național Individual al Copiilor si  Junioarelor , București, 1994,
- Locul I la Paralele inegale la Internaționalele României din 1995;
- Locul I Individual Compus la Internaționalele Romăniei din 1995;
- Locul II la Concursul Primii zece sportivi ai Vrancei pe anul 1995,
- Locul I la Paralele la  Campionatul Internațional de Gimnastică ale României, Ploiești, 1995,
- Locul I la Individual Compus la Campionatul Internațional de Gimnastică ale României, Ploiești, 1995,
- Locul VI la Sărituri la Campionatul Național al Maestrelor, Constanța, 1995,
- Locul IV la Bârnă la Campionatul Național al Maestrelor, Constanța, 1995,
- Locul IV la Paralele la Campionatul Național al Maestrelor, Constanța, 1995,
- Locul II la Campionatul Național al Maestrelor, Constanța, 1995,
- Locul VI la Individual Compus la Campionatul Național al Maestrelor, Constanța, 1995,
- Locul II la Concursul Primii zece sportivi ai Vrancei pe anul 1996,

## Premii și distincții

### Diplome și premii
- Diplomă de merit pentru întreaga activitate Sportivă, 1989
- Diplomă pentru merite de excepție a la finale des Championnats d Europe juniors en echipes de gymnastique feminine, Charleroi 1995,
- Diplomă pentru merite In recognition of and appreciation for contribution to the success of the games of the XXVI Olympiad, Atlanta, 1996,
- Diplomă de onoare pentru rezultate deosebite obținute la Campinatele Mondiale de Gimnastică, Elveția 1997,
- Diplomă de merit pentru rezultatele deosebite obținute la nivel național în anul 2003-2004,
- Diplomă pentru merite de excepție în activitatea sportivă a anului 2007
- Premiul de onoare „Campioni ai viitorului”, pentru rezultate deosebite obținute în activitatea sportivă, prezentat de Prințul Paul de România, 1995,
- Certificate of Appreciation for her oustanding gymnastic performance, from Centennial Olympic Games, Atlanta, 1996

### Ordine și medalii
În anul 2000 Mirela Țugurlan a fost decorată cu Medalia naționala „Pentru Merit” clasa a III-a și în 2004 a primit Ordinul „Meritul Sportiv” clasa I.